# 우설민
우설민(본명: 김성규, 1962년 8월 3일 ~ )은 대한민국의 가수이다.

## 학력
- 서천고등학교 졸업

## 음반
- 2020년 내가 왔어요
- 2017년 경호원
- 2015년 같이 가자 / 가지마라 여자야
- 2009년 잠깐
- 2005년 기분좋은 여자
- 2002년 가지마라 여자야
- 1993년 표기배
- 1987년 김성규 1집